# تشارلز لويس جونيور
تشارلز لويس جونيور (بالإنجليزية: Charles Lewis, Jr.)‏ هو شخصية أعمال أمريكي، ولد في 23 يونيو 1963 في سان بيرناردينو في الولايات المتحدة، وتوفي في 11 مارس 2009 في شاطئ نيوبورت في الولايات المتحدة بسبب حادث مرور.

## وصلات خارجية
- تشارلز لويس جونيور على موقع IMDb (الإنجليزية)